# Llista de festivitats LGTBI

## Internacional
| Nom                                                              | Data                        | Any d'inici | Notes |
| ---------------------------------------------------------------- | --------------------------- | ----------- | --- |
| Dia Internacional contra l'Homofòbia en el Futbol                | 19 de febrer                | ??          | En memòria de Justin Fashanu, primer jugador professional que es va declarar homosexual públicament, el 1990, i que posteriorment se suïcidaria en 1998 a causa de l'assetjament rebut. Es commemora el 19 de febrer per ser la data del seu naixement. |
| Dia de la Visibilitat Trans                                      | 31 de març                  | 2009        | Dedicat a la celebració i reconeixement de les persones trans i la sensibilització contra la seva discriminació. En 2014, la festa va ser observada pels activistes a tot el món. |
| Dia de la Visibilitat Lèsbica                                    | 26 de abril                 | 2008        | Originari a Espanya, actualment celebrat a tot el món. |
| Dia Internacional Contra l'Homofòbia, la Transfòbia i la Bifòbia | 17 de maig                  | 2005        | Commemora l'eliminació de l'homosexualitat en la llista de malalties mentals per part de la OMS en 1990. En 2015 es va incorporar la bifòbia al nom de la campanya. |
| Dia de l'Orgull LGTBIQ                                           | 28 de juny                  | 1970        | Aniversari dels Aldarulls de Stonewall a Nova York de 1969, considerat l'esdeveniment fonamental que va originar el moviment LGTB modern. Segons el lloc i les circumstàncies, la celebració s'eixampla a una setmana o més de l'orgull LGBT. Tot i que hi havia hagut antecedents destacables molt anteriors en altres països des de finals del segle xix. |
| Dia de las persones LGTB en Ciències (LGBT STEAM Day)            | 5 de juliol                 | 2018        | Proposat des de diverses organitzacions de científics LGTB per exposar els problemes d'estudiants i professionals LGTB a les carreres científiques. Web Oficial |
| Dia de la Visibilitat Bisexual                                   | 23 de setembre              | 1999        | Reivindica la visibilitat específica de les persones bisexuals. També se celebra la "Setmana Bisexual", aquella setmana que emmarqui el 23 de setembre. |
| Dia Internacional de la Sortida de l'armari                      | 11 d'octubre                | 1988        | Originari dels Estats Units. Promou l'ànim d'alliberament i activisme que suposa sortir de l'armari i celebra viure sent obertament LGTB. |
| Dia de la Visibilitat Intersexualitat                            | 26 de octubre               | 1996        | Commemora la primera protesta intersexual, que va tenir lloc a Boston, Massachusetts. |
| Dia per la Despatologització de la Transsexualitat               | Penúltim dissabte d'octubre | 2009        | Reclama eliminar el tractament patològic per part de la comunitat mèdica cap a les persones trans. En particular exigeix eliminar els termes patologitzants del Manual Diagnòstic dels Trastorns Mentals i la Classificació Internacional de Malalties |
| Dia de la Solidaritat Intersexual                                | 8 de novembre               | 2004        | Recorda l'aniversari de Herculine Barbin, important activista intersexual. |
| Dia Internacional de la Memòria Transsexual                      | 20 de novembre              | 1998        | Recorda a les persones trans víctimes de crims d'odi. De vegades es commemora amb una vigília. |

## Per països
| Nom                                                                 | Païs                                 | Data                                                   | Any d'inici                                                                                          | Notes |
| ------------------------------------------------------------------- | ------------------------------------ | ------------------------------------------------------ | --- | --- |
| Mes de la història LGBT                                             | Regne Unit                           | febrer                                                 | 2005                                                                                                 | Jornades de conscienciació sobre la història i esdeveniments dels drets LGBT i els moviments de drets civils relacionats. |
| Dia contra el Bullying                                              | Canadà, Estats Units i Regne Unit    | febrer (últim divendres) i novembre (tercer divendres) | 2007                                                                                                 | Els participants vesteixen una camisa rosa per adoptar una postura pública i visible contra el bullying. La campanya va ser original de Travis Price i David Shepherd, dos estudiants que van prendre aquesta iniciativa per un company que va ser assetjat per portar una camisa rosa a l'escola. |
| Dia de la Visibilitat Lèsbica a Argentina                           | Argentina                            | 7 de març                                              | ¿2011?                                                                                               | Commemora l'assassinat de l'activista lesbiana Natàlia Gaitán. |
| Dia de la Visibilitat Trans a Espanya                               | Espanya                              | 15 de març                                             | 2013                                                                                                 | Commemora l'aniversari de la Llei Trans d'Espanya. S'intenta promoure des de la FELGTB, però l'existència d'un dia igual (Dia de la Visibilitat Trans) en dates molt properes (31 de març) fa que sigui una celebració amb poc seguiment.                                                          |
| Dia del Llibre de Temàtica LGTB                                     | Espanya                              | 1 de abril                                             | 2015                                                                                                 | Commemora la data de naixement de Juan Gil-Albert, el primer escriptor en castellà que "va defensar el caràcter innat de la diversitat sexual i de gènere" |
| Dia del Silenci                                                     | Estats Units                         | Abril (tercer divendres)                               | 1996                                                                                                 | Fa referència al silenci que han de guardar les persones LGTBI em molts llocs en la vida diària. Es commemora fent un vot de silenci durant tot el dia. |
| Festa dels Coloms (Badajoz)                                         | Espanya                              | Maig (les dates varien)                                | 2011                                                                                                 | Convocat originalment per "El Intermedio" com a protesta davant de les declaracions homòfobes de l'alcalde de Badajoz Miguel Celdrán. Des de l'any següent és organitzada per la Fundació Triangle                                                                                                 |
| Harvey Milk Day                                                     | Estats Units                         | 22 de maig                                             | 2009                                                                                                 | En memòria de Harvey Milk, un activista dels drets homosexuals, assassinat el 1978. |
| Setmana de l'aliat; (Ally Week)                                     | setembre o octubre                   | 2005                                                   | Setmana de sensibilització contra la homofòbia als instituts i universitats, només als Estats Units. | |
| Commemoració de la Massacre de la discoteca Pulse d'Orlando de 2016 | Estats Units                         | 12 de juny                                             | 2017                                                                                                 | En memòria de les 50 víctimes assassinades en el tiroteig perpetrat el 12 de juny de 2016 a la discoteca LGTB Pulse d'Orlando, Florida. |
| Dia del Activisme per la Diversitat Sexual                          | Argentina                            | 20 d'agost                                             | 2012                                                                                                 | En memòria de la mort Carlos Jáuregui, un important activista LGBT argentí, primer president de la Comunitat Homosexual Argentina. |
| Purple Day                                                          | Austràlia                            | agost (últim divendres)                                | 2010                                                                                                 | "Wear it Purple Day" va ser creat a Austràlia, en resposta al suïcidi de l'adolescent Tyler Clementi de Nova Jersey. Dia dedicat especialment a la joventut LGTB víctima d'assetjament escolar. Es commemora vestint una mica de color morat per mostrar suport.                                   |
| Setmana de la Consciència Bisexual                                  | Estats Units                         | Setembre (Diumenge abans del Dia de la Bisexualitat)   | 2014                                                                                                 | Pretén conscienciar sobre els problemes i estigmatització de la comunitat bisexual, així com la seva acceptació; conclou amb el Dia de la Visibilitat Bisexual. |
| Mes de la història LGBT                                             | Estats Units                         | octubre                                                | 1994                                                                                                 | Jornades de conscienciació sobre la història i esdeveniments dels drets LGBT als EUA. Declarat com "Mes d'Història Nacional" per Barack Obama en 2009. |
| Dia de les Rebel·lies Lèsbiques                                     | Amèrica del Sud                      | 13 de octubre                                          | 2007                                                                                                 | Commemora el Primera trobada Lèsbic Feminista de Llatinoamèrica i el Carib , realitzat el 13 d'octubre de 1987. |
| Dia de l'Esperit                                                    | Canadà, Estats Units i Països Baixos | 19 de octubre                                          | 2010                                                                                                 | Aquest dia la gent vesteix una mica de color morat per mostrar el seu suport a la joventut LGBT que són víctimes de assetjament escolar. |
| Setmana del Aliat; Ally Week                                        | Estats Units                         | octubre (segona setmana)                               | 2005                                                                                                 | Contra la homofòbia en els instituts. |
| Trans Parent Day                                                    | Estats Units                         | novembre (primer diumenge)                             | 2009                                                                                                 | Celebra i visibilitza les famílies amb membres (especialment fills/es) trans. |
| Setmana de la Consciència Transgènere                               | Estats Units                         | novembre (segona setmanaa)                             | 2013                                                                                                 | Commemora a les víctimes de la violència transfòbica i pretén educar sobre les persones trans i els seus problemes. |
| Setmana contra el Bullying                                          | Regne Unit                           | novembre (tercera setmana)                             | 2004                                                                                                 | Promou conscienciar sobre l'assetjament escolar de nens i joves. |

## Internet
Festivitats inicialment propostes a internet que se celebren actualment amb o sense suport d'organitzacions.
| Nombre                                              | Data                    | Any d'inici | Notas |
| --------------------------------------------------- | ----------------------- | ----------- | --- |
| Dia de la Visibilitat Pan (Pansexual i Panromàntic) | 24 de maig              | 2015        | Proposat a Tumblr. |
| Dia de la Visibilitat No-Binària                    | 14 de juliol            | 2012        | Originalment anomenat "Dia Internacional dels Gèneres No-Binaris". Va ser triat el 14 de juliol perquè se situa en entre el dia de l'home i el dia de la dona |
| Dia Internacional Drag                              | 16 de juliol            | 2009        | Celebra i fa visibles les artistes drag queen. Va ser fundat per Adam Stewart a través de la seva pàgina de fans de drag queens a Facebook                    |
| Setmana de la Visibilitat Asexual                   | octubre (setmana final) | 2010        | Va ser creat per promoure la visibilitat i celebrar l'orgull de la comunitat asexual, arromantica i demisexual.                                               |
| Dia de la Visibilitat Asexual                       | 26 de novembre          | 2015        | Proposat a Tumblr. |
| Dia de l'Orgull Pa (pansexual i Panrommàntic)       | 8 de desembre           | 2014        | Proposat a Tumblr. |

## Altres festivitats transversals

### Internacional
| Nom                                                | Data                   | Any d'Inici | Notas |
| -------------------------------------------------- | ---------------------- | ----------- | --- |
| Dia de les Víctimes del nazisme                    | Gener 27               | 1996        | Recorda a totes les víctimes, entre elles homosexuals, de la persecució nazi. Commemora el dia de l'alliberament del camp de concentració de Auschwitz per l'Exèrcit Roig.                                                                                            |
| Dia per a la Zero Discriminació                    | Març 1                 | 2014        | Promogut per ONUSIDA per conscienciar sobre el dret a la no-discriminació, particularment de persones afectades pel VIH/SIDA |
| Dia Internacional de la Dona Treballadora          | Març 8                 | 1911        | Commemora la lluita de la dona, incloent dones trans, per la seva participació en la societat, amb plena igualtat de drets respecte a l'home, i pel seu desenvolupament íntegre com a persona.                                                                        |
| Dia Mundial de la Síndrome de Down                 | Març 21                | 2012        | Per donar visibilitat extra a les persones amb síndrome de Down que pertanyen al col·lectiu LGTB. |
| Dia Internacional contra el Racisme                | Març 21                | 1996        | Per donar visibilitat extra a les persones racialitzades que pertanyen al col·lectiu LGTB. |
| Dia Mundial de Conscienciació sobre l'Autisme      | Abril 2                | 2008        | Per donar visibilitat extra a les persones amb autisme que pertanyen al col·lectiu LGTB. |
| Dia internacional del Poble Gitano                 | Abril 8                | 1972        | , 33 recordant aquell dia de 1971 a Londres on es va instituir la bandera i l'himne de la Comunitat. Aquesta data recorda el Primer Congrés Mundial romaní / gitano, celebrat a Londres el 8 d'abril de 1971, en el qual es va instituir la bandera i l'himne gitano. |
| Dia Internacional Contra l'Assetjament Escolar     | Maig 2                 | ??          | Per conscienciar sobre el problema de l'assetjament escolar, que afecta especialment a estudiants LGTB. |
| Dia Internacional de la Família                    | Maig 15                | 1994        | Pretén donar visibilitat a les famílies diverses, més enllà de les heteroparentales. |
| Dia Internacional de les Llengües de Senyals       | Setembre 23            | 2018        | Per donar visibilitat extra a les persones Sordes que pertanyen al col·lectiu LGTB. |
| Dia Mundial de la Salut Mental                     | Octubre 10             | 2002        | Per donar visibilitat extra a les persones amb trastorns mentals que pertanyen al col·lectiu LGTB. |
| Dia Mundial de la Visió                            | segon dijous d'octubre | 2006        | Per donar visibilitat extra a les persones cegues que pertanyen al col·lectiu LGTB. |
| Dia Internacional per la Tolerància                | Novembre 16            | 1997        | Promou actes per la tolerància. |
| Dia contra la Violència de Gènere                  | Novembre 25            | 1981        | Recorda a les dones, incloent dones trans, víctimes de feminicidi. |
| Dia Mundial de la Lluita contra la Sida            | 1 des                  | 1988        | Pretén donar a conèixer els avenços contra el VIH/SIDA i promou actes contra la discriminació a persones portadores de tal virus (serofobia) |
| Dia Internacional de les Persones amb Discapacitat | Desembre 3             | 1992        | Per reconèixer a les persones LGTB que tenen alguna discapacitat. |
| Dia dels Drets Humans                              | Desembre 10            | 1950        | Commemora el dia en què les Nacions Unides va aprovar la Declaració Universal dels Drets Humans. |

## Per països
| Nom                                               | Païs    | Data        | Any d'inici | Notes |
| ------------------------------------------------- | ------- | ----------- | ----------- | --- |
| Dia Nacional de les Llengües de Signes Espanyoles | Espanya | Juny 14     | ??          | Commemora la data en què es va constituir la Confederació Estatal de Persones Sordes. Fomenta la inclusió i visibilitat de persones Sordes a Espanya.                                                                                          |
| Dia dels Gitanos i Gitanes Andalusos              | Espanya | Novembre 22 | ??          | Commemora l'arribada dels primers gitanos i gitanes a Andalusia (en Jaen), datada històricament l'dia 22 de novembre de 1462. |
| Dia Nacional contra la Violència de Gènere        | Canadà  | Desembre 6  | 1991        | Commemora la Massacre de l'Escola Politècnica de Mont-real de 1989, en la qual un home armat va assassinar catorze dones, el que va commocionar el país. Es demana als ciutadans mantenir un minut de silenci i portar un llaç blanc o porpra. |